# نیکولا برتولو
نیکولا برتولو (فرانسوی: Nicolas Berthelot‎؛ زادهٔ ۲۶ ژوئیهٔ ۱۹۶۴) تیرانداز اهل فرانسه بود.